# Донское (Жаксынский район)
Донское (каз. Донское) — упразднённое село в Жаксынском районе Акмолинской области Казахстана. В 2009 г. переведено в категорию иных поселений, включено в состав села Лозовое. Находится примерно в 47 км к югу от центра села Жаксы. Код КАТО — 115245305.

## История
Основано в 1890 г.

## Население
В 1999 году население села составляло 349 человек (177 мужчин и 172 женщины). По данным переписи 2009 года, в селе проживало 30 человек (18 мужчин и 12 женщин).